# Kristin Oppenheim
Kristin Oppenheim va néixer a Honolulu (Hawaii) el 1959, i viu i treballa a Nova York. Partint de l'ús de la seva pròpia veu —malenconiosa i misteriosa— l'artista teatralitza l'espai expositiu per a escenificar les relacions poètiques que s'estableixen entre el so, la memòria personal i l'experiència col·lectiva.
Mentre experimentava amb un magnetòfon a principis dels 1990, l'artista es va adonar que la seva veu, melancòlica i misteriosa, tenia grans qualitats per al cant. D'aleshores ençà s'enregistra a si mateixa en un estudi de gravació per produir les cintes que utilitza en les instal·lacions sonores i visuals. Normalment recita un sol vers o una frase procedent de la música popular o escrita per ella mateixa, que es va repetint sense cap acompanyament musical.
L'austeritat que destil·len les seves instal·lacions la vinculen al corrent minimalista, mentre que l'ús experimental de la veu humana i del so la connecten amb l'art conceptual. Les primeres temptatives d'utilització de la veu humana al context de les arts plàstiques es troben a les experiències de poesia sonora realitzades als anys vint per futuristes i dadaistes, que més tard, a partir dels 1950, van reprendre els lletristes i figures com Vito Acconci, Henri Chopin i John Giorno.

## Obres destacades
- Hey Joe. Mèdia, 1996[1]